# اووی‌او انرژی
اووی‌او انرژی (انگلیسی: OVO Energy) شرکت برق بریتانیایی است، که در سال ۲۰۰۹ تأسیس شد.